# کتاب روت

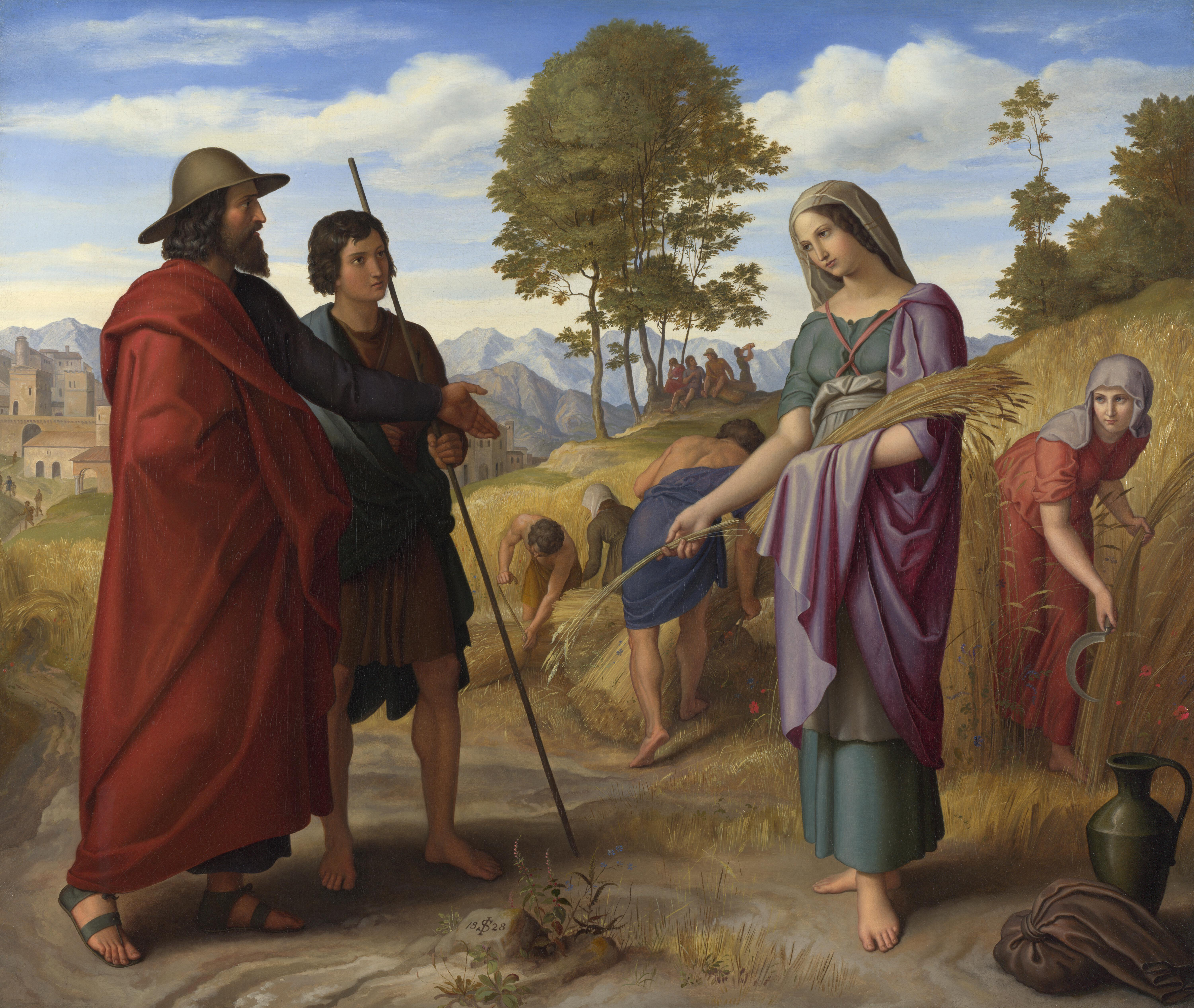
کتاب روت

کتاب روت (عبری: מגילת רות‎) یکی از کتاب‌های کتاب مقدس عبری تنخ، یا عهد عتیق است. در ترتیب یهودی(تنخ) این کتاب در کتویم، سومین بخش تنخ، قرار دارد و در عهد عتیق کتاب روت میان کتاب داوران و ۱ سموئل قرار می‌گیرد. کتاب روت به نسبت دیگر کتاب‌ها، کتاب کوچکی محسوب می‌شود و فقط چهار بخش دارد. این کتاب به روت منتسب است و گویا هدف مصنف آن بیان‌کردن نسب‌نامه داوود بوده‌است.